# Rio Juquiá
O Rio Juquiá é um rio brasileiro do estado de São Paulo que nasce da junção do Rio Açungui com o Rio Juquiá-Guaçu e desemboca no rio Ribeira de Iguape, no município de Registro.

## Fauna
O rio Juquiá é habitado por grande número de peixes, em especial, lambaris, acarás, tilápias, traíras, bagres, mandis, cascudos e outras espécies mais. O rio é fonte de alimento de muitos habitantes de suas margens, mas também é causador de muitas enchentes, que anualmente tomam o município de Juquiá, deixando inúmeros desabrigados.

## Aproveitamento hidrelétrico e abastecimento humano
A bacia do rio Juquiá possui oito usinas hidrelétricas, todas de propriedade da Companhia Brasileira de Alumínio (CBA): Alecrim, Barra, Salto do Iporanga, Fumaça, França, Serraria, Porto Raso e Jurupará. A Represa Cachoeira do França, na divisa entre Juquitiba e Ibiúna, compõe o Sistema Produtor São Lourenço, que é utilizado pela Sabesp para abastecimento de água de 2 milhões de pessoas na Região Metropolitana de São Paulo.

## Esportes de Aventura
O Rio Juquiá é conhecido como berço do rafting no Brasil. A primeira empresa operadora de rafting do país, Canoar Rafting & Expedições, foi inaugurada em Juquitiba em 1988 e passou a realizar a atividade em dois percursos no trecho do rio que corta o município: Alto Juquiá e Juquiá.